# Teofila Żołopińska
Teofila Żołopińska z Płaczkowskich (ur. 22 kwietnia 1854 w Warszawie, zm. 22 września 1934 w Skolimowie) – polska aktorka teatralna i śpiewaczka.

## Kariera teatralna
Debiutowała prawdopodobnie w 1872 w Warszawie. Przez krótki okres w 1877 r. śpiewała w operach i operetkach w teatrze krakowskim. W kolejnych latach związana była z zespołami teatrów prowincjonalnych, m.in.: Anastazego Trapszy (1873-1876), Bolesława Kremskiego i Hipolita Wójcickiego (1877-1879), Marcelego Trapszy (1880), Feliksa Krotkego i Rufina Morozowicza (sez. 1880/1881), Władysława Leśniewskiego i Władysława Antoniego Górskiego (1882), Jana Żołopińskiego (1884–1885, 1897), Augusta Padygi (1886) i Jana Szymborskiego (1887), a także z zespołem działowym w Płocku i warszawskim teatrem ogródkowym "Alhambra".  W latach 1901–1905 należała do zespołu Teatru Ludowego w Warszawie. Od sez. 1898 r. występowała także poza granicami Królestwa Polskiego: w Petersburgu, Kijowie i Kamieńcu Podolskim. W sez. 1921/1922 oraz 1926/1927 występowała w Teatrze Narodowym w Toruniu, a w sez. 1922/1923 - w Teatrze im. Władysława Syrokomli w Wilnie. Wystąpiła m.in. w rolach: Babci (Ładna historia), Ciaputkiewiczowej (Grube ryby), Jenty (Małka Szwarcenkopf), Dobrójskiej (Śluby panieńskie) i Klimki (Wesele). Śpiewała partie operetkowe, m.in.: Violetty (Wesoła wojna), Klary (Córka pani Angot) i Inez (Gaduły) oraz operowe, m.in.: Zofii (Halka).

## Życie prywatne
W 1877 r. poślubiła aktora i przedsiębiorcę teatralnego Jana Żołopińskiego. Ostatnie lata życia (od 1927 r.) spędziła w Schronisku Artystów Weteranów Scen Polskich w Skolimowie.